# Beira Lake
Der Beira Lake (singhalesisch බේරෙ වැව bēre væva) besteht eigentlich aus drei Seen im Herzen der Stadt Colombo in Sri Lanka. Der kleinere See (West Lake, කුඩා වැව kuḍā væva, „kleiner See“) liegt etwas südlich. Dort findet sich auch der Seema-Malaka-Tempel. Zwischen ihm und dem größten Teil des Beira Lake (East Lake, මහ වැව maha væva, „großer See“) finden sich Slave Island und der Union Place. Unmittelbar beim Fort befindet sich der Galle Face Lake (ගාලු මුවදොර gālu muvadora). Er dient auch zur Drainage der Seen.
Der Name ist relativ neu; er erscheint erst ab 1927 auf den Karten, vorher wurde er nur der Colombo Lake genannt.  Der See ist von vielen wichtigen Geschäften der Stadt umgeben. Vor etwa hundert Jahren hatte der Beira Lake noch eine Größe von 165 ha, aber die Größe ist heute auf 65 ha geschrumpft.
1521 wurde der See von den Portugiesen zur besseren Verteidigung von Fort Colombo angelegt. Sie nutzten dazu natürliche Niederungsgebiete des Kelani. 1554 baute der Portugiese Beiro einen Damm, wo sich heute die Dam Street befindet. Nachdem die Holländer die Insel erobert hatten, baute um 1700 der holländische Ingenieur Johann de Beer Kanäle und legte angrenzendes Schwemmland trocken, um die Verteidigung weiter zu verbessern. Vor allem schuf er einen Kanal zwischen dem Kelani und dem Panadura. Während der Kolonialzeit auf Sri Lanka wurde der See von Portugiesen, Holländern und Engländern als Transportweg benutzt, um Waren innerhalb der Stadt zu transportieren. Schon zu Beginn des 20. Jahrhunderts war Verschmutzung ein Problem. Man begann zu der Zeit auch mit dem Ausbau des Hafens, was dazu führte, dass der See immer mehr schrumpfte. In den 1990ern wurde mit Hilfe der Weltbank versucht, den See zu restaurieren. Zu den Maßnahmen gehörte das Umleiten von Wasser aus dem nahen Fluss Kelani, um das Austrocknen zu verhindern. Die Maßnahmen wurden jedoch nur halbherzig umgesetzt.
Mitten im See befand sich Slave Island (කොම්පඤ්ඤ වීදිය, kompañña vīdiya). Dort wurden zur Zeit der Holländer Sklaven angesiedelt die aus dem indischen Goa kamen.
Südöstlich des Sees findet man das älteste buddhistische Kloster Gangaramaya (ශ්‍රී ගංගාරාම මහාවිහාරය śrī gaṁgārāma mahāvihāraya). Es wurde von dem Mönch Hikkaduwe Sri Sumangala Nayaka Thera (1827–1911) gegründet. Auf dem See schwimmt der Seema-Malaka-Tempel (සීමා මාලකය), der auch zum Kloster gehört.